# Orthochirus bicolor
Espèce
Synonymes
- Butheolus bicolor Pocock, 1897

Orthochirus bicolor est une espèce de scorpions de la famille des Buthidae.

## Distribution
Cette espèce est endémique du Maharashtra en Inde,.

## Description
Le mâle syntype mesure 33 mm et la femelle syntype 38 mm.

## Systématique et taxinomie
Cette espèce a été décrite sous le protonyme Butheolus bicolor par Pocock en 1897. Elle est considérée comme une sous-espèce de Butheolus melanurus par Kraepelin en 1913 puis de Orthochirus scrobiculosus par Birula en 1928 avant de retrouver son rang d'espèce en 1943.

## Publication originale
- Pocock, 1897 : « Descriptions of some new species of scorpions from India. » Journal of the Bombay Natural History Society, vol. 11, p. 102–117 (texte intégral).